# 羽鰓笛鯛屬
羽鰓笛鯛屬，為刺尾鯛目笛鯛科的一屬，傳統上歸類於鱸形目。

## 分類
本屬屬於笛鯛亞科，並包含2個種：
- 斑點羽鰓笛鯛 Macolor macularis Fowler, 1931：又稱斑點笛鯛。
- 黑體羽鰓笛鯛 Macolor niger (Forsskål, 1775)：又稱黑背笛鯛。

## 外部連結
- 维基共享资源上的相關多媒體資源：羽鰓笛鯛屬